# San José de Gracia
San José de Gracia é um município do estado de Aguascalientes, no México.